# Daniela Moroz
Daniela Moroz (Berkeley, 2 de febrero de 2001) es una deportista estadounidense que compite en vela en la clase Formula Kite; seis veces campeona mundial.

## Trayectoria
Ganó seis medallas de oro en el Campeonato Mundial de Formula Kite entre los años 2016 y 2022, una medalla de oro en los Juegos Panamericanos de 2023 y cuatro medallas de oro en el Campeonato Europeo de Formula Kite entre los años 2017 y 2021.
Participó en los Juegos Olímpicos de París 2024, ocupando el cuarto lugar en la clase Formula Kite.
Es hija de dos windsurfistas checos. Empezó a practicar la vela a los doce años. Estudió Mercadotecnia en la Universidad de Hawái.

## Palmarés internacional
| \| Campeonato Mundial \| Campeonato Mundial \| Campeonato Mundial \| Campeonato Mundial \| \| Año \| Lugar \| Medalla \| Clase \| \| ----------------------- \| --------------------------- \| ------------------ \| ------------------ \| \| 2016 \| Weifang (China) \| Medalla de oro \| Formula Kite \| \| 2017 \| Mascate (Omán) \| Medalla de oro \| Formula Kite \| \| 2018 \| Aarhus (Dinamarca) \| Medalla de oro \| Formula Kite \| \| 2019 \| Campione del Garda (Italia) \| Medalla de oro \| Formula Kite \| \| 2021 \| Torregrande (Italia) \| Medalla de oro \| Formula Kite \| \| 2022 \| Cagliari (Italia) \| Medalla de oro \| Formula Kite \| \| Juegos Panamericanos \| \| \| \| \| Año \| Lugar \| Medalla \| Clase \| \| 2023 \| Santiago (Chile) \| Medalla de oro \| Formula Kite \| \| Campeonato Europeo[n 1] \| \| \| \| \| Año \| Lugar \| Medalla \| Clase \| \| 2017 \| Estambul (Turquía) \| Medalla de oro \| Formula Kite \| \| 2018 \| La Rochelle (Francia) \| Medalla de oro \| Formula Kite \| \| 2019 \| Torregrande (Italia) \| Medalla de oro \| Formula Kite \| \| 2021 \| Montpellier (Francia) \| Medalla de oro \| Formula Kite \| |                             |                |              |
| Campeonato Mundial |                             |                |              |
| Año | Lugar                       | Medalla        | Clase        |
| 2016 | Weifang (China)             | Medalla de oro | Formula Kite |
| 2017 | Mascate (Omán)              | Medalla de oro | Formula Kite |
| 2018 | Aarhus (Dinamarca)          | Medalla de oro | Formula Kite |
| 2019 | Campione del Garda (Italia) | Medalla de oro | Formula Kite |
| 2021 | Torregrande (Italia)        | Medalla de oro | Formula Kite |
| 2022 | Cagliari (Italia)           | Medalla de oro | Formula Kite |
| Juegos Panamericanos |                             |                |              |
| Año | Lugar                       | Medalla        | Clase        |
| 2023 | Santiago (Chile)            | Medalla de oro | Formula Kite |
| Campeonato Europeo |                             |                |              |
| Año | Lugar                       | Medalla        | Clase        |
| 2017 | Estambul (Turquía)          | Medalla de oro | Formula Kite |
| 2018 | La Rochelle (Francia)       | Medalla de oro | Formula Kite |
| 2019 | Torregrande (Italia)        | Medalla de oro | Formula Kite |
| 2021 | Montpellier (Francia)       | Medalla de oro | Formula Kite |

1. ↑  En algunas ediciones del Campeonato Europeo se permitió la participación de regatistas de otros continentes.